# Mycetophila indigena
Mycetophila indigena är en tvåvingeart som beskrevs av Duret 1986. Mycetophila indigena ingår i släktet Mycetophila och familjen svampmyggor. Inga underarter finns listade i Catalogue of Life.